# Лиуджоу
Лиуджоу е град в провинция Гуанси, Южен Китай. Административният метрополен район, който включва и града, е с население от 3 958 700 жители, а в градската част има 1 029 946 жители (2010 г.). Общата площ на административния метрополен район е 18 677 кв. км. Намира се в часова зона UTC+8. Разположен е на бреговете на река. Основан е през 111 г. пр.н.е. под друго име. Средната годишна температура е около 21 градуса.
През Втората световна война градът е превзет от японците при Гуейлинско-Лиуджоуската операция от август-ноември 1944 година.